# Notre-Dame-de-Gravenchon
Notre-Dame-de-Gravenchon är en kommun i departementet Seine-Maritime i regionen Normandie i norra Frankrike. Kommunen ligger i kantonen Lillebonne som tillhör arrondissementet Le Havre. År 2018 hade Notre-Dame-de-Gravenchon 8 744 invånare.

## Befolkningsutveckling
Antalet invånare i kommunen Notre-Dame-de-Gravenchon
| Referens: INSEE |